# Анадир (місто)
Ана́дир (рос. Анадырь, чук. Кагыргын) — місто-порт на крайньому північному сході Росії, адміністративний центр Чукотського автономного округу.
Розташоване на узбережжі Анадирської затоки Берингового моря.
Пароплавне сполучення з Петропавловськом-Камчатським, Магаданом, Владивостоком. Є аеропорт.
Населення — 13 тис. осіб. (2024).
Слово «Анадир» трапляється на сторінках історичних літописів в різних лексичних варіаціях: «Анандир» — чукотська річка, «Анадирськ» — острог часів Семена Дежньова і Курбата Іванова (середини XVII століття). У серпні 1889 року, виконуючи указ уряду царської Росії про створення на найбільш північно-східній території держави Анадирського округу, Л. Ф. Гриневецький заклав в гирлі річки Козачка пост Ново-Маріїнськ. З нього і почало розвиватися місто Анадир. Місцеве чукотське населення називає місто В'єн «зів, вхід» або Кагирлин «вхід, гирло», що відображає його розташування біля вузької горловини, яка відкриває вхід у верхню частину Анадирського лиману. Анадир розташований у прикордонній зоні.

## Історія
Місто Анадир — адміністративний центр Чукотського автономного округу — було засноване як самий північно-східний форпост Російської імперії — Ново-Маріїнськ у серпні 1889 року. Заснування його продиктовано геополітичними інтересами російської держави, зумовленими загостренням у другій половині 19 століття протиріч між Росією, США і Англією у північній частині Тихого океану. Причинами загострення стало посилення американської експансії спочатку в територіальних водах, а потім, після продажу царським урядом у 1867 році Аляски і Алеутських островів Сполученим Штатам Америки, і на північно-східному узбережжі Російської імперії. Обмежити проникнення американців на Чукотку за допомогою крейсування військових судів у її берегів не вдалося. Тоді царський уряд Указом від 9 липня 1888 року, з метою закріплення державності на віддаленій північно-східній околиці Російської імперії, заснував нову самостійну адміністративну одиницю — Анадирській повіт, виділивши для цього частину території зі складу Гіжигінського повіту. Серед першочергових завдань, які ставив перед собою перший начальник новоутвореного Анадирського повіту Леонід Гриневецький, було засновання її центру.

О. О. Бунге

На Чукотку урядовці новоствореного повіту прибули на борту військового сторожового судна кліпер «Розбійник». На цьому ж судні науковим спостерігачем і фотографом був О. О. Бунге, який залишив серію документальних знімків, на яких було зображено будівництво першого будинку нового військового посту. Крім того, збереглося донесення командира кліпера капітана першого рангу П. М. Вульфа про плавання до гирла річки Анадир, яке опубліковане у третьому номері «Морського збірника» за 1890 рік, з якого випливає:
… Першого травня (всі дати за старим стилем) 1889 року капітан Вульф при заході у порт Нагасакі (після плавання у південних морях) отримав припис йти у Владивосток … 13-го числа прибув до Владивосток начальник заснованого повіту радник Гриневецький зі своїм помічником чиновником Дмитрієвим. Начальник повіту доктор Гриневецький раніше вже брав участь в експедиції на Новій Землі, два роки пробув на Командорських островах і був досить обізнаний з життям у Крайній півночі.
У Владивостоці на кліпер завантажили пронумерований ліс для будівництва, п'ять залізних печей, і три тисячі штук цегли, толь для даху, гас, різну провізію, товари, особисті речі — всього близько чотирьох тисяч пудів. Після 12 години дня 3 червня вийшли за призначенням …

Таким побачили члени екіпажу місце, де вони були повинні заснувати нове місто

У Петропавловську на судно взяли десять козаків з їх майном, 600 пудів борошна та крупи, 10 собак та запас риби для них, дві нарти, шлюпку. Крім того, взяли рушниці, патрони, порох, вугілля, словом, майже все, що Гриневецький вважав за необхідне взяти з собою і що він тільки міг дістати. 9 липня судно вже стояло на якір в Анадирському лимані, між косами Олександра і Михайла. У той же день начальник експедиції Гриневецький, об'їжджаючи берега на паровому катері, вибрав для заснування поселення косу у мису Олександра. Тут були зимові чукотські яранги поселення В'єн, наносний ліс і місце для будівництва будинку досить високе над рівнем моря і сухе — коса складалася з наносного щебеню, а не тундра, як всі навколишні берега …
До побудови будівлі, крім козаків (вони займалися так само заготівлею риби на зиму), щодня висилали 25 теслярів, пічників і різних інших майстрових з команди кліпера.

Висадка на берег, де буде збудоване місто Анадир

Сполучення з місцем поселення постійно підтримували паровий катер і шлюпка. Керував будівництвом лейтенант Родіонов. У допомогу йому призначили мічмана Лосєва, а зі складу експедиції-чиновника Дмітрієва. Ремісники і пічник, крім трьох, взятих зі складу ескадри, були набрані зі складу суднової команди. Завдяки цьому спорудження будівлі пішло досить швидко, наскільки це дозволяли привезені матеріали… Всі роботи були закінчені 21 липня … в них брали активну участь і місцеві мешканці — чукчі. Наступного дня після завершення будівництва на кліпері були підняті всі прапори, пролунав артилерійський салют. Під час його на щоглі над першим будинком тільки-но заснованого поселення підняли прапор Російської імперії… День новосілля експедиції, 22 липня (3 серпня за новим стилем), вказав нам ім'я новому поселенню, і ми назвали його Ново-Маріїнськом…
Освячення першого будинку збіглося з днем тезоіменитства імператриці Марії Федорівни, але з урахуванням того, що в Росії вже існували поселення, які носять назву Маріїнськ, адміністративний центр новоствореного Анадирського повіту назвали Ново-Маріїнськ.

Вигляд перших будинків у Анадирі

Спочатку пост, а потім селище було відоме під двома назвами: Ново-Маріїнськ і Анадир. На околиці Росії, все частіше стали перетинатися маршрути вчених різного профілю. Відомо, що пристрасть до досліджень мали перший начальник Анадирського повіту Л. Ф. Гриневецький, а так само призначений через три роки після його смерті Н. Л. Гондатті. Поряд з багатою науковою спадщиною, присвяченою Чукотці, правдивий опис Ново-Маріїнська залишив вчений-етнограф, засланий народоволець В. Г. Тан-Богораз, у радянський час став професором, членом Комітету у справах народів Півночі. Вигідне географічне розташування Ново-Маріїнська поступово привертало до нього увагу російських та іноземних комерсантів, золотошукачів, рибопромисловців. Після відкриття у 1906 році американським проспектором Треба, французом канадійського походження, у декількох десятках кілометрів від повітового центру, у басейні р. Вовча, невеликого розсипу золота, для її розробки був утворений акціонерний приїск
«Діскавері». Т. Біріч, син великого камчатського комерсанта П. Біріча, відкрив у Ново-Маріїнську відділення фірми «Чуркін і К» з Владивостоку. На берегах лиману були організовані дві великі риболовлі — Еріксона і Грушецького. Останній був власником тихоокеанських промислів, у розпорядженні яких перебували власні пароплави. Стали селитися тут і корінні мешканці. У 1914 році в Ново-Маріїнську була побудована одна з найпотужніших в Росії радіостанцій, на якій були встановлені довгохвильові іскрові передавачі, які дозволяли забезпечувати надійний зв'язок з Петропавлівськом, Охотськом, Номом. Проектом будівлі апаратної станції для запобігання негативного впливу мерзлоти в бетонних стінах були передбачені порожнечі, а для ізоляції використані листи коркового дерева.
До революції 1917 року на лівому березі річки Казачки були склади, в'язниця, декілька будинків. Будівництво ж у Ново-Маріїнську велося на правому березі. Тут було 30-40 будинків, новий будинок повітового начальника, склади, лазня, фельдшерський пункт, яранги, каплиця. Вище, по берегу лиману знаходилися пошта та радіостанція.
Не обійшли стороною Ново-Маріїнськ революційні події 1917 року. У 1919-му тут було створено Перший Ревком Чукотки. У 1920 році, після контрреволюційного перевороту і розстрілу ревкомівців, був обраний Анадирський повітовий виконком, реорганізований в 1921 році у нарревком. У цьому ж році в Анадирі було створено союз робітників і службовців — перша на Чукотці профспілкова організація.
4 жовтня 1923 року Ново-Маріїнськ був перейменований в Анадир.
Бурхливе зростання Анадиря розпочалося після утворення Чукотського національного округу згідно з Постановою Президії Всеросійського Центрального Виконавчого Комітету «Про організацію національних об'єднань в районах розселення народностей Півночі» від 10 грудня 1930 року. У цьому документі питання повітового центру залишалося ще відкритим: «… окружний центр Чукотська культбаза — губа святого Лаврентія (тимчасово) …». В 1927 році в селищі мешкало 200 чоловік, у 1933 році — 1 176 осіб (561 господарство), сюди ж додалося 258 чоловік (66 господарств) корінних мешканців рибокооперативу імені Сталіна, розташованого в околицях селища. 1928 рік — в Анадирі працює фельдшерський пункт на п'ять ліжок.
Центром Чукотського національного округу Анадир став у 1932 році.
У квітні 1932 року на першій партійної конференції, на якій був сформований Чукотський окружний комітет ВКП (б), прийнято рішення, у якому йшлося: «… Конференція вважає, що селище Анадир є політико-економічним і адміністративним центром, тому доручає бюро окружного комітету через крайові та центральні органи домогтися перейменування селища Анадир у місто і затвердження його окружним центром». В 1931 році в Анадирі вступив в дію рибокомбінат. При ньому побудована перша на Чукотці електростанція.
14 листопада 1931 року прийнято рішення про створення краєзнавчого музею в Анадирі. У 1933 році вийшов перший номер газети «Радянська Чукотка».
1933–1934 р.р. — в Анадирі обладнана лікарня.
У 1934 році Постановою ВЦВКа селище Анадир перейменовано у місто, але офіційний статус міста він отримав через багато років після Німецько-радянської війни — в 1965 році.
У 1935 році була організована Анадирська мерзлотна станція АН СРСР. Організація тресту Головного управління Північного морського шляху на Чукотці. 1934 рік — Згода Чукотського окрвиконкому на пропозицію О. Шмідта про можливість передачі вугільних родовищ в районі Анадирського лиману Організації тресту ГУПМШ. Передача промислових підприємств і культурних установ Чукотки у ведення ГУПМШ залучила до Анадира додаткові кадри робітників, фахівців, нові асигнування.
12 липня 1936 року в Анадирі вийшов у світ перший номер газети «Чукотський полярник».
Рішенням оргбюро ЦК ВКП (б) від 29 грудня 1938 року це видання було об'єднано з «Радянською Чукоткою». 7 грудня 1937 року прийнято рішення Чукотського окружкому ВКП (б) про відкриття в Анадирі школи колгоспних кадрів. 1 жовтня 1939 року відкрито Анадирське педагогічне училище народностей крайньої півночі.
У 1940 році бюджет Анадирського селищної ради по видатках склав 177 434 рублі (в обчисленні за курсом тих років). На 1941 рік намічалося виділити на благоустрій 103 200 рублів.
На 1 січня 1941 року в Анадирі проживало 3 100 чоловік. Багато анадирців взяли участь у будівництві військового аеродрому для перегону військових літаків з Ванкуверу на фронти Німецько-радянської війни, збирали кошти для будівництва бойової техніки, відправляли посилки з теплими речами фронтовикам.
В 1943 році в Анадирі відбувся перший випуск молодих вчителів Чукотки. Серед них було 3 чукчі, 4 ескімоса, 1 чуванець.
3 січня 1947 року в селищі Анадир відкрилася окружна бібліотека. Селищна бібліотека тут існувала з 1924 року, хоча документально цей факт ніде не зафіксовано.
В 1949 році почав роботу Анадирський райпромпобуткомбінат.
В 1949 році — утворена Анадирська землебудівельна експедиція.
1 травня 1953 року вийшов у світ перший номер газети «Советкен Чукотка».
З 1954 по 1959 рік в Анадирі (район рибозаводу) діяла школа медичних працівників.
В 1954 році на підставі постанови Ради Міністрів РРФСР створено будівельне управління — БМУ-1, пізніше перейменованої в ССК −4.
В 1955 році в Анадирі на березі бухти Дрібна організований портпункт. Він мав два катери, три кунгасами, автомашини.
7 листопада 1957 року відкрито пам'ятник Першому Ревкому Чукотки.
1957 рік — у Анадирі відкрилася перша окружна художня виставка. У 1958 році в Анадирі розпочав роботу окружний Будинок народної творчості і музична школа. В 1961 році на базі школи колгоспних кадрів у Анадирі відкрито сільськогосподарський технікум. У 1961 році — утворений Анадирський морський порт. У 1963 році в Анадирі зданий в експлуатацію Будинок культури, у будівництві якого активну участь брала громадськість, молодь.
1963 рік — завершено будівництво греблі на річці Казачці, що дозволило провести до Анадира водопровід. Довжина греблі 1 300 метрів, висота — 16 метрів. В 1964 році створено ВГЧПУ. В 1964 році вступила в дію перша Анадирська АТС. 12 січня 1965 року Указом Президії Верховної Ради РСФСР центр Чукотського національного округу — селище Анадир — перетворений на місто районного підпорядкування. У цьому році в Анадирі народилося 97 дітей. Всього в Анадирі мешкало понад 5 тисяч осіб.
31 жовтня 1967 року Анадирський телецентр провів першу телепередачу. У 1967 році в Анадирі побудований перший чотириповерховий житловий будинок. У 1967 році відкрито пам'ятник В. І. Леніну. У 1969 році в Анадирі організований перший спеціалізований радгосп «Північний» м'ясо-молочного напрямку. З Приморського радгоспу «Дубинський» завезені 22 корови, 50 телиць. 7 серпня 1968 року геологи Анадирської комплексної експедиції виявили газ, що має промислове значення. 7 серпня 1968 року створено професійний чукотсько-ескімоський національний ансамбль «Ергирон». 1968 рік — організований міськторг. У 1969 році створено БМУ «Анадирбуд».
15 березня 1972 року в Анадирі прийнята в експлуатацію телевізійна станція системи «Орбіта». 28 січня 1973 року в Анадирському районі виявлені перші ознаки нафти. З 1973 року розпочався випуск продукції пивзаводу. 24 серпня 1974 року в Анадирі відкрито Палац піонерів Чукотки. Кошти на його спорудження зароблені піонерами всієї країни в ході Всесоюзної піонерської трудової операції «Чукотка». 1974 рік — введено в дію приміщення вузла зв'язку в Анадирі. 1975 рік — чисельність населення Анадира склала 10 300 чоловік. Середній вік мешканців Анадира — трохи старше 25 років. Жовтень 1977 року — в Анадирі відбулося перше окружне свято національного мистецтва. 1978 рік — введено в експлуатацію комплекс нової окружної лікарні на 169 пацієнтів. У 1978 році почалося будівництво нового м'ясо-молочного комбінату.
1979 рік — за підсумками Всесоюзного перепису населення в Анадирі із загальної чисельності дорослого працездатного населення три чверті були зайняті у сфері суспільного виробництва. Пенсіонерів було — 132 людини. 1 419 містян мали вищу освіту, 133 — незакінчена вища, 2 258 — середньо-спеціальна, 2 224 — загальна середня. Під час перепису, учнів вищих навчальних закладів, середніх спеціальних загальноосвітніх та середніх профтехучилищ налічувалося 2 720 чоловік. В місті проживало близько 400 корінних жителів, в основному інтелігенція.
1979 рік — за успішне впровадження серії будинків «Арктика» група працівників БМУ «Анадирбуд» нагороджена медалями ВДНГ. У 1979 році — здано в експлуатацію Будинок радіо. 1980 р. — Анадир стає адміністративним центром Чукотського автономного округу (на підставі Закону «Про автономні округи РРФСР» Чукотський національний перетворений в автономний).
У 1980 році в Анадирі народилося 223 малюка. Січень 1980 року — виконаний перший рейс літака Ту-154 «Москва-Анадир». 7 грудня 1980 — відкриття в Анадирі меморіального комплексу Першого Ревкома Чукотки. 1980 рік — за підсумками Всеросійського соціалістичного змагання Анадирю в п'ятий раз підряд присуджено перехідний Червоний прапор Ради Міністрів РРФСР і ВЦРПС. У 1981 році на благоустрій міста виділено 519 тисяч рублів міського бюджету. 1 квітня 1983 року організовано Анадирске бюро подорожей і екскурсій. 7 січня 1984 року виконаний перший регулярний безпосадковий рейс літака Іл-62 за маршрутом «Москва-Анадир».
Початок 80-х — вводяться в експлуатацію глибоководні причали Анадирського морського торговельного порту: 12-й, потім 13-й причали і СЛІП (судопідйомні лебідочні пристрої). 1985 рік — завершено будівництво нового адміністративного будинку Анадирського морського торговельного порту. 21 грудня 1986 року вступила в дію Анадирська ТЕЦ. 1988–1989 — організація мосту дружби між Чукоткою і Аляскою. У Анадирі стартували учасники лижного переходу через Берингову протоку (радянсько-американська експедиція під керівництвом Дмитра Шпаро — Пола Шурке).
1989 рік — Анадирю 100 років.
У 1992 році Анадир знову отримав статус міста окружного підпорядкування (цей статус він мав до 1957 року). У 1993 році Анадирі створена православна громада і відкрився Храм Преображення Господнього. У 1994 році створено Анадирське медичне училище. У 1994 році в столиці округу почав роботу Національний коледж мистецтв Чукотського АО. Після спаду в соціально-економічному розвитку, що характеризується зниженням рівня життя та масовим виїздом працездатного населення з північних регіонів, який розпочався з розвалом Радянського Союзу і тривавав аж до закінчення 20-го століття, з 2001-го року в Анадирі розпочався період «другого» народження, інтенсивного оновлення та розвитку.
У короткі терміни у місті побудовані 6 корпусів Чукотського багатопрофільного коледжу, новий готель «канадський», супермаркет «Новомаріїнський», Льодовий палац, цехи та фірмовий магазин Чукотскої сільгоспкорпорації, птахофабрика «Північна», модульний рибопереробний завод, два житлових будинки та ін. Реконструйовані будівлі кінотеатру «Біла», молодіжного розважального центру «Баклан», окружної Думи, Палацу дитячої та юнацької творчості, готелю «Чукотка», дитячого садку «Парус», окружного протитуберкульозного диспансеру. На стадії завершення будівництво газо-моторної станції, Палацу культури, православного собору, тривають ремонтні роботи в корпусах ГУЗ «Чукотська окружна лікарня». Наведена в порядок основна частина доріг, тротуарного покриття вулиць міста, систем тепло-водопостачання, каналізації, дахів і фасадів житлових будинків, соціальних та виробничих об'єктів тощо. 3 серпня 2004 року Анадир відзначив 115 — річний ювілей з дня свого заснування. 3 серпня в місті відбувся хресний хід з нагоди прибуття в Анадир делегації міжнародного фонду Андрія Первозванного, у рамках зближення Російської православної церкви та Російської православної церкви за кордоном доставили в місто мощі преподобних Великої княгині Єлизавети Федорівни та інокині її Варвари.
11 серпня 2004 року в Анадирі відкрито найбільший у світі пам'ятник Миколі Чудотворцю. У місті побувала велика делегація представників Фонду Миколи Чудотворця, митрополит Волгоградський і Камишінський Герман, представники 8 православних єпархій, отаман Всевеликого війська Донського Микола Козицін, режисер Віктор Мережко та інші.

## Клімат
Клімат морський, суворий. Середні температури січня −20 °C, липня 9—10°С. Опадів 500 мм на рік, в основному — в теплий період. Завдяки близькості до моря, зима в місті тепліша, а літо прохолодніше за континентальні райони Чукотки.
- Середньорічна температура повітря — −7,6 °C
- Середньорічна вологість повітря — 82%.
- Середньорічна швидкість вітру — 6,4 м/с.

| Показник               | Січень | Лютий | Березень | Квітень | Травень | Червень | Липень | Серпень | Вересень | Жовтень | Листопад | Грудень | Рік |
| Абсолютний максимум °С | 6      | 3     | 3        | 7       | 13      | 27      | 30     | 27      | 18       | 16      | 5        | 4       | 30  |
| Середній максимум °С   | -17    | -18   | -17      | -10     | 0       | 10      | 15     | 13      | 7        | -3      | -11      | -17     | -4  |
| Середня температура °С | -20    | -22   | -20      | -14     | -3      | 5       | 11     | 10      | 4        | -6      | -15      | -20     | -8  |
| Середній мінімум °С    | -25    | -26   | -24      | -17     | -6      | 2       | 8      | 7       | 1        | -8      | -18      | -25     | -11 |
| Абсолютний мінімум     | -47    | -45   | -42      | -40     | -29     | -8      | -1     | -4      | -12      | -28     | -39      | -45     | -47 |
| Норма опадів           | 44     | 29    | 22       | 23      | 39      | 42      | 27     | 21      | 27       | 21      | 27       | 41      | 344 |
| ---------------------- | ------ | ----- | -------- | ------- | ------- | ------- | ------ | ------- | -------- | ------- | -------- | ------- | --- |

## Економіка
Видобування вугілля. Рибоконсервний завод.
На околицях видобувається золото, розташована одна з найбільших в Росії вітрових електростанцій — Анадирська ВЕС.
Оленярство, рибальство, мисливство.

## Освіта
Мед. і пед. училища та школи.

## Уродженці
- Ільгільдінов Дмитро Фарідович (1980-2014),  солдат Збройних сил України, учасник російсько-української війни.